# Kontakt (Software)
Kontakt ist ein Software-Sampler, vom deutschen Unternehmen Native Instruments vertrieben wird.
Die aktuell in Version 7.10.6 (August 2024) vorliegende Software gilt als einer der populärsten Software-Sampler und ist in zwei verschiedenen Versionen erhältlich: der kostenlose „Kontakt 7 Player“ und die Vollversion, die sich auf den Namen „Kontakt 7“ beschränkt (zum Vergleich siehe Versionen). Beide Versionen können entweder als Standalone-Anwendung oder über verschiedene Schnittstellen als Plug-in in den gängigen Digital Audio Workstations (DAW) genutzt werden.

## Funktionen und Verwendung

### Funktionsumfang
Kontakt wird in der digitalen Musikproduktion in der Regel als Alternative zu Hardware-Samplern genutzt und dabei wie ein herkömmlicher Sampler genutzt, also zur Wiedergabe zuvor aufgenommener Audiosamples, die durch Midisignale initiiert wird. Dabei kann der Nutzer auf vorgefertigte Soundbanken, sogenannte Librarys, zugreifen, die separat besorgt werden müssen, oder selbst welche erstellen. Native Instruments selbst, sowie viele Drittanbieter bieten eine Vielzahl solcher Librarys an. Diese decken meistens bestimmte Instrumente oder Instrumentengruppen, Themen oder Genres ab, sind unterschiedlich gestaltet und reichen von kostenlosen Angeboten bis hin zu eigenständig vermarkteten Produkten mit Preisen bis über 1000 Euro. Bei den Drittanbietern kann es sich sowohl um Nutzer, die ihre Samples veröffentlichen, als auch um Firmen handeln, die sich auf die Produktion dieser Librarys spezialisiert haben.
Kontakt ermöglicht es dem Nutzer ebenfalls, mitgelieferte Software-Effekte auf die Samples anzuwenden und bietet zahlreiche Funktionen zum Anpassen und Erstellen eigener und fremder Soundbanken.
Kontakt ist ebenfalls mit Sampleformaten anderer Hersteller kompatibel. So wird beispielsweise der Import von Soundbanken des mittlerweile eingestellten Samplers GigaStudio der Firma TASCAM und vieler anderer Formate ermöglicht.

### Einschränkungen
Der Software-Sampler ist auf die Wiedergabe von Samples beschränkt, eine Klangsynthese wie bei Synthesizern ist damit nicht möglich. Diese Funktion versucht der Hersteller Native Instruments durch andere Software seiner Produktreihe zu ermöglichen, wie beispielsweise den Software-Synthesizer Absynth.

### Verwendung
Aufgrund der Komplexität heutiger DAW ist Kontakt vielseitig einsetzbar. Meist wird sie über die VST-Schnittstelle als Plug-in in einer DAW verwendet und dort zur Musikproduktion genutzt, oder die Standalone-Variante, um Soundlibraries zu erstellen, oder ohne den „Umweg“ über die DAW den Sampler mit Midi-Signalen zu steuern.
Als Eingabegerät der MIDI-Signale kann jedes Gerät genutzt werden, das solche ausgibt. Üblicherweise sind dies Geräte wie Masterkeyboards, Drumpads und Ähnliches, oder Programme, die Midisignale ausgeben, beispielsweise Midispuren eines Sequenzers oder eine On-Screen-Klaviatur.

## Bibliotheken
Mit Kontakt als universeller Sampler wird von Drittherstellern oft kein eigenständiger Sampler für ein VST-Instrument genutzt, sondern das Produkt direkt als sogenannte Sample-Library für Kontakt verkauft.
Native Instruments selbst vermarktet neben dem kostenlosen „Factory Content“, unter anderem folgende Libraries:
- Action Strings 2
- Alicia’s Keys
- George Duke Soul Treasures
- Maschine Drum Selection
- Retro Machines Mk2
- Session Guitarist
- Session Horns Pro
- Session Strings Pro 2
- Spotlight Collection
- Studio Drummer
- The Giant
- Vintage Organs

## Systemvoraussetzungen
Als Systemvoraussetzungen für die Version 7.10.6 gibt der Hersteller folgende Informationen an:
Windows
- 10 oder 11 (aktuelles Service Pack, nur 64-bit), Intel Core i5 oder gleichwertige CPU, 4 GB RAM (empfohlen: 6 GB für umfangreiche KONTAKT-Instrumente), Grafikkarte mit Unterstützung für Direct3D 11.1 (Feature Level 11_0) oder höher

Mac
- Intel (i5 oder neuer): macOS 12, 13 oder 14 (mit den jeweils aktuellsten Updates)
- Apple Silicon (mit Rosetta 2 oder nativ – im Standalone-Modus und/oder in Host-Software mit der entsprechenden Kompatibilität): macOS 12, 13 oder 14 (mit den jeweils aktuellsten Updates)

Unterstützte Schnittstellen:
- macOS (nur 64-bit): Standalone, VST3, AU, AAX

- Windows (nur 64-bit): Standalone, VST3, AAX